# Utopia Banished
Albums de Napalm Death
Harmony Corruption
(1990) Fear, Emptiness, Despair
(1994)
Utopia Banished est le quatrième album de Napalm Death. Enregistré entre le 10 février et le 2 mars 1992 au studio The Windings à Wrexham, il sort en juin 1992.
Le deathgrind technique que développe Napalm Death dans cet album marquera le style définitif de Napalm Death ainsi que son line-up.

## Historique, ambiance musicale et thématiques
Plus de 60 éditions différentes ont été diffusées dans de nombreux pays. Le groupe se rapproche stylistiquement du death metal, tout en gardant des rythmiques grindcore. Les riffs sont très remarqués par leur qualité. Les textes abordent la violence d'un point de vue social.

## Liste des titres
| 1.    | Discordance                 | 1:26 |
| 2.    | I Abstain                   | 3:30 |
| 3.    | Dementia Access             | 2:27 |
| 4.    | Christening of the Blind    | 3:21 |
| 5.    | The World Keeps Turning     | 2:55 |
| 6.    | Idiosyncratic               | 2:35 |
| 7.    | Aryanisms                   | 3:08 |
| 8.    | Cause and Effect (Part II)  | 2:07 |
| 9.    | Judicial Slime              | 2:36 |
| 10.   | Distorting the Medium       | 1:58 |
| 11.   | Got Time to Kill            | 2:28 |
| 12.   | Upward and Uninterested     | 2:07 |
| 13.   | Exile                       | 2:00 |
| 14.   | Awake (To a Life of Misery) | 2:05 |
| 15.   | Contemptuous                | 4:21 |
| 39:12 |                             |      |

## Formation
- Mark "Barney" Greenway - Chant
- Jesse Pintado - Guitare
- Mitch Harris - Guitare
- Shane Embury - Basse
- Danny Herrera - Batterie
- Pochette par Mid

## Pressages et versions
Une version Digipack et une réédition de 1996 contiennent les 6 titres suivant:
| No | Titre                 | Durée |
| -- | --------------------- | ----- |
| 1. | One and the Same      |       |
| 2. | Sick and Tired        |       |
| 3. | Malignant Trait       |       |
| 4. | Killing with Kindness |       |
| 5. | A Means to an End     |       |
| 6. | Insanity Excursion    |       |